# Microlepidoptera
Microlepidoptera (micro-molii) este un grup (neclasificat taxonimic) ce conține familii de molii, cunoscute în comun ca și molii mai mici (micro+lepidoptera).